# Hammamet (Tébessa)
Pour les articles homonymes, voir Hammamet (homonymie).